# Fonteta de Perauba
La Fonteta de Perauba és una font de l'antic poble de Perauba al municipi de Conca de Dalt, al Pallars Jussà. Antigament pertanyia a l'antic municipi d'Hortoneda de la Conca.
Està situada a 1.285 m d'altitud, al sud-oest del Coll de la Creu, al costat sud-est de la Pista d'Hortoneda.